# Wereldkampioenschap voetbal 1978
Het FIFA wereldkampioenschap voetbal 1978 was de elfde editie van een internationale voetbalwedstrijd tussen de nationale mannenteams van landen die aangesloten zijn bij de FIFA. De eindronde van het evenement had plaats van 1 juni tot en met 25 juni in Argentinië, zoals besloten op 8 oktober 1964 in Tokio en bekrachtigd op 6 juli 1966 in Londen.

## Kwalificatie
Aan het kwalificatietoernooi deden 106 landen mee. Tien landen trokken zich om uiteenlopende redenen alsnog terug. De loting voor de WK-eindronde werd verricht op zaterdag 14 januari 1978 in Buenos Aires.
Nederland plaatste zich ook en speelde mee, ondanks protesten omdat het bewind in Argentinië de mensenrechten schond. Oranje (zonder de afzeggers Johan Cruijff, Willem van Hanegem, Jan van Beveren, Willy van der Kuijlen, Jan Peters, Ruud Geels, Kees Kist, Eddy Treijtel en de geblesseerde Hugo Hovenkamp en ook zonder Tscheu La Ling) bereikte de finale, waarin het uiteindelijk verloor van gastland Argentinië. Topscorer van het toernooi was Mario Kempes met zes doelpunten. Gastland Argentinië won na verlenging met 3-1 van Nederland in de finale, onder meer door twee treffers van aanvaller Kempes. Dat duel was de laatste interland voor zowel doelman Jan Jongbloed (24ste) als verdediger Wim Suurbier (60ste).
| FIFA-lid       | Confederatie | Kwalificatie             | Aantal dln. (inclusief 1978) | Dln. op rij | Eerste dln. | Laatste dln. | Titels (exclusief 1978) | Beste prestatie |
| -------------- | ------------ | ------------------------ | ---------------------------- | ----------- | ----------- | ------------ | ----------------------- | --------------- |
| Argentinië     | CONMEBOL     | Gastland                 | 7                            | 2           | 1930        | 1974         | 0                       | Tweede          |
| West-Duitsland | UEFA         | Titelverdediger          | 9                            | 7           | 1934        | 1974         | 2                       | Kampioen        |
| Polen          | UEFA         | Winnaar groep 1          | 3e                           | 2           | 1938        | 1974         | 0                       | Derde           |
| Italië         | UEFA         | Winnaar groep 2          | 9e                           | 5           | 1934        | 1974         | 2                       | Winnaar         |
| Oostenrijk     | UEFA         | Winnaar groep 3          | 4e                           | 1           | 1934        | 1958         | 0                       | Derde           |
| Nederland      | UEFA         | Winnaar groep 4          | 4e                           | 2           | 1934        | 1974         | 0                       | Tweede          |
| Frankrijk      | UEFA         | Winnaar groep 5          | 7e                           | 1           | 1930        | 1966         | 0                       | Derde           |
| Zweden         | UEFA         | Winnaar groep 6          | 7e                           | 3           | 1934        | 1974         | 0                       | Tweede          |
| Schotland      | UEFA         | Winnaar groep 7          | 4e                           | 2           | 1954        | 1974         | 0                       | Groepsfase      |
| Spanje         | UEFA         | Winnaar groep 8          | 5e                           | 1           | 1934        | 1966         | 0                       | Vierde          |
| Hongarije      | UEFA         | play-off (UEFA–CONMEBOL) | 7e                           | 1           | 1934        | 1966         | 0                       | Tweede          |
| Brazilië       | CONMEBOL     | Winnaar finalegroep      | 11                           | 11          | 1930        | 1974         | 3                       | Wereldkampioen  |
| Peru           | CONMEBOL     | Tweede finalegroep       | 3                            | 1           | 1930        | 1970         | 0                       | Kwartfinale     |
| Tunesië        | CAF          | Finaleronde              | 1e                           | 1           | n.v.t.      | n.v.t.       | n.v.t.                  | n.v.t.          |
| Iran           | AFC          | Finaleronde              | 1e                           | 1           | n.v.t.      | n.v.t.       | n.v.t.                  | n.v.t.          |
| Mexico         | CONCACAF     | Eerste finalegroep       | 8e                           | 1           | 1930        | 1970         | 0                       | Kwartfinale     |

## Deelnemende landen
| Groep A                               | Groep B                             | Groep C                           | Groep D                       |
| ------------------------------------- | ----------------------------------- | --------------------------------- | ----------------------------- |
| Argentinië Frankrijk Hongarije Italië | Mexico Polen Tunesië West-Duitsland | Brazilië Oostenrijk Spanje Zweden | Iran Nederland Peru Schotland |

## Speelsteden
| Estadio Monumental Capaciteit: 76.000    | Estadio José Amalfitani Capaciteit: 49.540     | Estadio Córdoba Capaciteit: 46.083 |
|                                          |                                                |                                    |
| Mar del Plata                            | Rosario                                        | Mendoza                            |
| Estadio Mar del Plata Capaciteit: 43.542 | Estadio Gigante de Arroyito Capaciteit: 41.654 | Estadio Mendoza Capaciteit: 34.875 |
|                                          |                                                |                                    |

## Scheidsrechters
Achtentwintig scheidsrechters werden voor de wedstrijden aangewezen.

## Groepsfase

### Groep A
Normaal gesproken heeft het gastland een gunstige loting, maar dat gold niet voor Argentinië. Het gastland moest spelen tegen drie Europese ploegen die na een aantal moeizame jaren weer een hoopvolle lichting hadden. De eerste tegenstander was Hongarije dat in de kwalificatie de Sovjet-Unie had uitgeschakeld. De Hongaren kwamen op een 0-1 voorsprong in een wedstrijd die steeds harder werd. Hongarije gaf de zege weg, doordat de keeper in twee situaties niet klemvast was, 2-1 voor Argentinië. Hongarije raakte van de kook en de twee sterspelers András Törőcsik en Tibor Nyilasi werden uit het veld gestuurd. Beide spelers kwamen niet meer in actie op het WK.
De volgende tegenstander was nog lastiger: Frankrijk, waar een nog jonge Michel Platini op het middenveld speelde. Achteraf gezien was het een sleutelwedstrijd in het toernooi. De Fransen waren absoluut niet de minderen van de Argentijnen, integendeel. Ze hadden echter de scheidsrechter niet mee, die in een aangeschoten bal op de pink van Marius Trésor een strafschop zag. In de tweede helft zette Frankrijk Argentinië vast, Platini scoorde de gelijkmaker, het Frans elftal had een strafschop moeten krijgen en Dominique Rocheteau miste een niet te missen kans. Een daverende knal van Leopoldo Luque zorgde ervoor dat de winst naar Argentinië ging. Had Argentinië de wedstrijd niet gewonnen, dan was de ploeg al in de eerste ronde uitgeschakeld geweest.
De derde tegenstander was Italië, een land dat berucht was om zijn verdedigende catenaccio-voetbal. Italië verbaasde de wereld met fris voetbal met een sterk aanvalsduo: Roberto Bettega en een nog jonge Paolo Rossi. Tegen Frankrijk had Italië al binnen een minuut een tegengoal dankzij een treffer van Bernard Lacombe na een indrukwekkende rush van Didier Six. Italië liet zich niet van de wijs brengen, het won de wedstrijd alsnog. Daarna was Hongarije kansloos: 3-1. Italië en Argentinië waren daardoor allebei geplaatst en de onderlinge wedstrijd had als inzet de eerste plaats in de poule, zodat de winnaar in de tweede ronde in Buenos Aires zou blijven. Italië won echter met 1-0 door een doelpunt van Bettega en de Argentijnen moesten voor de tweede ronde verhuizen naar Mendoza.
| Land       | Wed | Win | Gel | Ver | DV | DT | +/− | Pnt |
| ---------- | --- | --- | --- | --- | -- | -- | --- | --- |
| Italië     | 3   | 3   | 0   | 0   | 6  | 2  | +4  | 6   |
| Argentinië | 3   | 2   | 0   | 1   | 4  | 3  | +1  | 4   |
| Frankrijk  | 3   | 1   | 0   | 2   | 5  | 5  | 0   | 2   |
| Hongarije  | 3   | 0   | 0   | 3   | 3  | 8  | –5  | 0   |

|                                              |                          |                        |            | |
| 2 juni 1978 «onderlinge duels» 13:45 (UTC−3) | Italië                   | 2 – 1                  | Frankrijk  | Estadio José María Minella, Mar del Plata Toeschouwers: 42.373 Scheidsrechter: Nicolae Rainea (ROU) |
| 2 juni 1978 «onderlinge duels» 13:45 (UTC−3) | Rossi 29' Zaccarelli 54' | verslag (FIFA) verslag | 1' Lacombe | Estadio José María Minella, Mar del Plata Toeschouwers: 42.373 Scheidsrechter: Nicolae Rainea (ROU) |

|                                              |                       |                        |           |                                                                                             |
| 2 juni 1978 «onderlinge duels» 19:15 (UTC−3) | Argentinië            | 2 – 1                  | Hongarije | Estadio Monumental, Buenos Aires Toeschouwers: 71.615 Scheidsrechter: António Garrido (POR) |
| 2 juni 1978 «onderlinge duels» 19:15 (UTC−3) | Luque 15' Bertoni 83' | verslag (FIFA) verslag | 10' Csapó | Estadio Monumental, Buenos Aires Toeschouwers: 71.615 Scheidsrechter: António Garrido (POR) |

|                                              |                                   |                        |                    | |
| 6 juni 1978 «onderlinge duels» 16:00 (UTC−3) | Italië                            | 3 – 1                  | Hongarije          | Estadio José María Minella, Mar del Plata Toeschouwers: 26.533 Scheidsrechter: Ramón Barreto (URU) |
| 6 juni 1978 «onderlinge duels» 16:00 (UTC−3) | Rossi 34' Bettega 36' Benetti 60' | verslag (FIFA) verslag | 81' (pen.) A. Tóth | Estadio José María Minella, Mar del Plata Toeschouwers: 26.533 Scheidsrechter: Ramón Barreto (URU) |

|                                              |                                 |                        |             |                                                                                         |
| 6 juni 1978 «onderlinge duels» 19:15 (UTC−3) | Argentinië                      | 2 – 1                  | Frankrijk   | Estadio Monumental, Buenos Aires Toeschouwers: 71.666 Scheidsrechter: Jean Dubach (SUI) |
| 6 juni 1978 «onderlinge duels» 19:15 (UTC−3) | Passarella 45' (pen.) Luque 73' | verslag (FIFA) verslag | 60' Platini | Estadio Monumental, Buenos Aires Toeschouwers: 71.666 Scheidsrechter: Jean Dubach (SUI) |

|                                               |                                     |                        |             | |
| 10 juni 1978 «onderlinge duels» 14:30 (UTC−3) | Frankrijk                           | 3 – 1                  | Hongarije   | Estadio José María Minella, Mar del Plata Toeschouwers: 23.127 Scheidsrechter: Arnaldo Coelho (BRA) |
| 10 juni 1978 «onderlinge duels» 14:30 (UTC−3) | Lopez 22' Berdoll 37' Rocheteau 42' | verslag (FIFA) verslag | 41' Zombori | Estadio José María Minella, Mar del Plata Toeschouwers: 23.127 Scheidsrechter: Arnaldo Coelho (BRA) |

|                                               |            |                        |             |                                                                                           |
| 10 juni 1978 «onderlinge duels» 19:15 (UTC−3) | Argentinië | 0 – 1                  | Italië      | Estadio Monumental, Buenos Aires Toeschouwers: 71.712 Scheidsrechter: Abraham Klein (ISR) |
| 10 juni 1978 «onderlinge duels» 19:15 (UTC−3) |            | verslag (FIFA) verslag | 67' Bettega | Estadio Monumental, Buenos Aires Toeschouwers: 71.712 Scheidsrechter: Abraham Klein (ISR) |

### Groep B
Voor de vierde achtereenvolgende keer eindigde de openingswedstrijd in een doelpuntloos gelijkspel. In Buenos Aires verveelden de toeschouwers zich met een ongeïnspireerd schaakspel tussen West-Duitsland en Polen, waarbij met name de Duitsers een ontluisterende indruk maakten. Het was hun eerste WK sinds 1966 zonder hun leider Franz Beckenbauer, die - nadat hij was gaan spelen bij de New York Cosmos - gestopt was met interlandvoetbal. De Duitse coach Helmut Schön gaf de nog jonge Karl-Heinz Rummenigge van Bayern München en Hansi Müller van VfB Stuttgart een kans. Rummenigge beschaamde het vertrouwen niet en scoorde twee maal tegen het zwakke Mexico: 6-0. Ook Hansi Müller scoorde. Tunesië was de derde tegenstander. Het had indruk gemaakt met een zege op Mexico (de eerste overwinning van een Afrikaans land ooit tijdens een WK), waarna een onnodige nederlaag tegen Polen volgde, waar Lato profiteerde van een blunder in de Tunesische verdediging. De Afrikanen hielden de wereldkampioen op een verdienstelijk gelijkspel, waardoor de Duitsers zich plaatsten voor de tweede ronde. Ook Polen kwalificeerde zich na een 3-1 overwinning op Mexico. Ook hier was er de doorbraak van een jonge speler: Boniek verving de teleurstellend spelende Lubañski en scoorde twee doelpunten.
| Land           | Wed | Win | Gel | Ver | DV | DT | +/− | Pnt |
| -------------- | --- | --- | --- | --- | -- | -- | --- | --- |
| Polen          | 3   | 2   | 1   | 0   | 4  | 1  | +3  | 5   |
| West-Duitsland | 3   | 1   | 2   | 0   | 6  | 0  | +6  | 4   |
| Tunesië        | 3   | 1   | 1   | 1   | 3  | 2  | +1  | 3   |
| Mexico         | 3   | 0   | 0   | 3   | 2  | 12 | –10 | 0   |

|                                              |                        |       |       |                                                                                            |
| 1 juni 1978 «onderlinge duels» 15:00 (UTC−3) | West-Duitsland         | 0 – 0 | Polen | Estadio Monumental, Buenos Aires Toeschouwers: 67.579 Scheidsrechter: Ángel Coerezza (ARG) |
| 1 juni 1978 «onderlinge duels» 15:00 (UTC−3) | verslag (FIFA) verslag |       |       | Estadio Monumental, Buenos Aires Toeschouwers: 67.579 Scheidsrechter: Ángel Coerezza (ARG) |

|                                              |                                    |                        |                          |                                                                                             |
| 2 juni 1978 «onderlinge duels» 15:00 (UTC−3) | Tunesië                            | 3 – 1                  | Mexico                   | Estadio Gigante de Arroyito, Rosario Toeschouwers: 17.396 Scheidsrechter: John Gordon (SCO) |
| 2 juni 1978 «onderlinge duels» 15:00 (UTC−3) | Kaabi 55' Ghommidh 79' Dhouieb 87' | verslag (FIFA) verslag | 45' (pen.) Vázquez Ayala | Estadio Gigante de Arroyito, Rosario Toeschouwers: 17.396 Scheidsrechter: John Gordon (SCO) |

|                                              |                                                                |                        |        |                                                                                  |
| 6 juni 1978 «onderlinge duels» 16:45 (UTC−3) | West-Duitsland                                                 | 6 – 0                  | Mexico | Estadio Córdoba, Córdoba Toeschouwers: 35.258 Scheidsrechter: Farouk Bouzo (SYR) |
| 6 juni 1978 «onderlinge duels» 16:45 (UTC−3) | D. Müller 15' H. Müller 30' Rummenigge 38', 73' Flohe 44', 89' | verslag (FIFA) verslag |        | Estadio Córdoba, Córdoba Toeschouwers: 35.258 Scheidsrechter: Farouk Bouzo (SYR) |

|                                              |          |                        |         |                                                                                               |
| 6 juni 1978 «onderlinge duels» 16:45 (UTC−3) | Polen    | 1 – 0                  | Tunesië | Estadio Gigante de Arroyito, Rosario Toeschouwers: 9.624 Scheidsrechter: Ángel Martínez (ESP) |
| 6 juni 1978 «onderlinge duels» 16:45 (UTC−3) | Lato 43' | verslag (FIFA) verslag |         | Estadio Gigante de Arroyito, Rosario Toeschouwers: 9.624 Scheidsrechter: Ángel Martínez (ESP) |

|                                               |                        |       |         |                                                                                  |
| 10 juni 1978 «onderlinge duels» 16:45 (UTC−3) | West-Duitsland         | 0 – 0 | Tunesië | Estadio Córdoba, Córdoba Toeschouwers: 30.667 Scheidsrechter: César Orosco (PER) |
| 10 juni 1978 «onderlinge duels» 16:45 (UTC−3) | verslag (FIFA) verslag |       |         | Estadio Córdoba, Córdoba Toeschouwers: 30.667 Scheidsrechter: César Orosco (PER) |

|                                               |                           |                        |            |                                                                                              |
| 10 juni 1978 «onderlinge duels» 16:45 (UTC−3) | Polen                     | 3 – 1                  | Mexico     | Estadio Gigante de Arroyito, Rosario Toeschouwers: 22.651 Scheidsrechter: Jafar Namdar (IRN) |
| 10 juni 1978 «onderlinge duels» 16:45 (UTC−3) | Boniek 43', 84' Deyna 56' | verslag (FIFA) verslag | 52' Rangel | Estadio Gigante de Arroyito, Rosario Toeschouwers: 22.651 Scheidsrechter: Jafar Namdar (IRN) |

### Groep C
Bondscoach Cláudio Coutinho besloot de Braziliaanse ploeg zakelijker en meer op een Europese manier te laten voetballen. Voorlopig had dat geen succes, want tegen Zweden kwamen de Brazilianen niet verder dan een 1-1 gelijkspel. Een opmerkelijk incident was er aan het einde van de wedstrijd. Er moest een corner genomen worden en scheidsrechter Thomas uit Wales gaf aan dat er nog één seconde gespeeld moest worden en terwijl Zico de bal erin kopte, floot hij af. In de tweede wedstrijd gingen er vooraf geruchten, dat Coutinho was ontslagen, maar hij was gewoon aanwezig. Op de omgeploegde grasmat van het stadion in Mar del Plata kroop Brazilië door het oog van de naald tegen Spanje. Spanje kreeg de beste kansen, het schoot op de lat en Cardeñosa miste op onvoorstelbare wijze een niet te missen kans.
Brazilië moest nu winnen van het al geplaatste Oostenrijk om de tweede ronde te halen. Dat lukte dankzij een doelpunt van Roberto Dinamite in de eerste helft. De ploeg was in ieder geval verlost van Mar del Plata. Er gingen geruchten dat de Argentijnse autoriteiten het onderhoud van de grasmat hadden gesaboteerd om het de Brazilianen zo moeilijk mogelijk te maken. Oostenrijk was de enige vrolijke noot in deze groep, die met fris voetbal zowel Spanje als Zweden versloeg.
| Land       | Wed | Win | Gel | Ver | DV | DT | +/− | Pnt |
| ---------- | --- | --- | --- | --- | -- | -- | --- | --- |
| Oostenrijk | 3   | 2   | 0   | 1   | 3  | 2  | +1  | 4   |
| Brazilië   | 3   | 1   | 2   | 0   | 2  | 1  | +1  | 4   |
| Spanje     | 3   | 1   | 1   | 1   | 2  | 2  | 0   | 3   |
| Zweden     | 3   | 0   | 1   | 2   | 1  | 3  | –2  | 1   |

|                                              |                          |                        |          |                                                                                                 |
| 3 juni 1978 «onderlinge duels» 13:45 (UTC−3) | Oostenrijk               | 2 – 1                  | Spanje   | Estadio José Amalfitani, Buenos Aires Toeschouwers: 40.841 Scheidsrechter: Károly Palotai (HUN) |
| 3 juni 1978 «onderlinge duels» 13:45 (UTC−3) | Schachner 10' Krankl 76' | verslag (FIFA) verslag | 21' Dani | Estadio José Amalfitani, Buenos Aires Toeschouwers: 40.841 Scheidsrechter: Károly Palotai (HUN) |

|                                              |              |                        |             |                                                                                                   |
| 3 juni 1978 «onderlinge duels» 13:45 (UTC−3) | Brazilië     | 1 – 1                  | Zweden      | Estadio José María Minella, Mar del Plata Toeschouwers: 32.569 Scheidsrechter: Clive Thomas (WAL) |
| 3 juni 1978 «onderlinge duels» 13:45 (UTC−3) | Reinaldo 45' | verslag (FIFA) verslag | 37' Sjöberg | Estadio José María Minella, Mar del Plata Toeschouwers: 32.569 Scheidsrechter: Clive Thomas (WAL) |

|                                              |                   |                        |        |                                                                                                 |
| 7 juni 1978 «onderlinge duels» 13:45 (UTC−3) | Oostenrijk        | 1 – 0                  | Zweden | Estadio José Amalfitani, Buenos Aires Toeschouwers: 41.424 Scheidsrechter: Charles Corver (NED) |
| 7 juni 1978 «onderlinge duels» 13:45 (UTC−3) | Krankl 42' (pen.) | verslag (FIFA) verslag |        | Estadio José Amalfitani, Buenos Aires Toeschouwers: 41.424 Scheidsrechter: Charles Corver (NED) |

|                                              |                        |       |        | |
| 7 juni 1978 «onderlinge duels» 13:45 (UTC−3) | Brazilië               | 0 – 0 | Spanje | Estadio José María Minella, Mar del Plata Toeschouwers: 34.771 Scheidsrechter: Sergio Gonella (ITA) |
| 7 juni 1978 «onderlinge duels» 13:45 (UTC−3) | verslag (FIFA) verslag |       |        | Estadio José María Minella, Mar del Plata Toeschouwers: 34.771 Scheidsrechter: Sergio Gonella (ITA) |

|                                               |            |                        |        | |
| 11 juni 1978 «onderlinge duels» 13:45 (UTC−3) | Spanje     | 1 – 0                  | Zweden | Estadio José Amalfitani, Buenos Aires Toeschouwers: 42.132 Scheidsrechter: Ferdinand Biwersi (FRG) |
| 11 juni 1978 «onderlinge duels» 13:45 (UTC−3) | Asensi 75' | verslag (FIFA) verslag |        | Estadio José Amalfitani, Buenos Aires Toeschouwers: 42.132 Scheidsrechter: Ferdinand Biwersi (FRG) |

|                                               |                      |                        |            |                                                                                                   |
| 11 juni 1978 «onderlinge duels» 13:45 (UTC−3) | Brazilië             | 1 – 0                  | Oostenrijk | Estadio José María Minella, Mar del Plata Toeschouwers: 35.221 Scheidsrechter: Robert Wurtz (FRA) |
| 11 juni 1978 «onderlinge duels» 13:45 (UTC−3) | Roberto Dinamite 40' | verslag (FIFA) verslag |            | Estadio José María Minella, Mar del Plata Toeschouwers: 35.221 Scheidsrechter: Robert Wurtz (FRA) |

### Groep D
Schotland was de enige Britse vertegenwoordiger op dit WK en dat wilden de Schotten weten ook. Ze vertrouwden op hun spits Kenny Dalglish, die de winnende treffer scoorde voor Liverpool FC in de Europa Cup finale tegen Club Brugge. Schotland had in Peru en Iran twee tegenstanders zonder reputatie, alleen WK-finalist Nederland was lastig. De nieuwe Manchester United-spits Joe Jordan scoorde snel de 1-0 tegen Peru, waarna Peru nog voor de rust gelijkmaakte. Vervolgens miste Deon Masson een strafschop. Diep in de tweede helft sloeg Peru toe met twee geweldige doelpunten van Teófilo Cubillas, een vrije trap en een afstandsschot. Tot overmaat van ramp werd Willy Johnston na de wedstrijd geschorst vanwege het gebruik van een verboden middel tegen hooikoorts en blameerde de ploeg zich vervolgens met een 1-1 gelijkspel tegen Iran.
Nederland was het toernooi ook matig begonnen qua veldspel. Van Iran werd met 3-0 gewonnen door drie goals van Rob Rensenbrink waaronder twee strafschoppen, en de wedstrijd tegen Peru was een wedstrijd zonder hoogtepunten: 0-0. Opvallend was dat Nederland speelde met liefst negen spelers van het team, dat de finale haalde in 1974, alleen Johan Cruijff en Wim van Hanegem ontbraken: Cruijff gaf al in een vroeg stadium aan niet weer aan een WK te willen beginnen en Van Hanegem vermoedde dat hij op de reservebank zou moeten zitten en meldde zich af. Nederland had door de slechte resultaten van Schotland genoeg aan een 2-0 nederlaag om zich te plaatsen voor de tweede ronde.
Bij Schotland was er een belangrijke wijziging in de basiself: Graeme Souness van FC Liverpool speelde een stuwende rol in het Schotse team. Bij Nederland was Johan Neeskens geblesseerd geraakt als gevolg van een grove charge, opgelopen in de wedstrijd tegen Peru, hij zou later geblesseerd uitvalle . Schotland begon sterk en had pech met een schot van Jordan op de lat en een buitenspelgoal van Kenny Dalglish. Een licht vergrijp op Johnny Rep leverde een strafschop op, die door Rensenbrink werd benut. Dalglish zorgde voor de 1-1 ruststand. De tweede helft begon dramatisch voor Nederland, Archie Gemmill benutte een strafschop en slalomde later door de Nederlandse verdediging, 3-1 voor Schotland. Schotland had nu nog één doelpunt nodig om een daverende stunt te verzorgen. Maar het doelpunt viel aan de andere kant: een daverende knal van Johnny Rep zorgde voor opluchting in het Nederlandse kamp. Ook Nederland klaagde over de grasmat, het hoge gras van Mendoza was nadelig voor een Europese ploeg. Peru bereikte ook de tweede ronde door met 4-1 van Iran te winnen. Cubillas scoorde drie maal, waaronder twee strafschoppen.
| Land      | Wed | Win | Gel | Ver | DV | DT | +/− | Pnt |
| --------- | --- | --- | --- | --- | -- | -- | --- | --- |
| Peru      | 3   | 2   | 1   | 0   | 7  | 2  | +5  | 5   |
| Nederland | 3   | 1   | 1   | 1   | 5  | 3  | +2  | 3   |
| Schotland | 3   | 1   | 1   | 1   | 5  | 6  | –1  | 3   |
| Iran      | 3   | 0   | 1   | 2   | 2  | 8  | –6  | 1   |

|                                              |                             |                        |            |                                                                                  |
| 3 juni 1978 «onderlinge duels» 16:45 (UTC−3) | Peru                        | 3 – 1                  | Schotland  | Estadio Córdoba, Córdoba Toeschouwers: 37.927 Scheidsrechter: Ulf Eriksson (SWE) |
| 3 juni 1978 «onderlinge duels» 16:45 (UTC−3) | Cueto 43' Cubillas 70', 76' | verslag (FIFA) verslag | 19' Jordan | Estadio Córdoba, Córdoba Toeschouwers: 37.927 Scheidsrechter: Ulf Eriksson (SWE) |

|                                              |                                         |                        |      |                                                                                                 |
| 3 juni 1978 «onderlinge duels» 16:45 (UTC−3) | Nederland                               | 3 – 0                  | Iran | Estadio Ciudad de Mendoza, Mendoza Toeschouwers: 33.431 Scheidsrechter: Alfonso Archundia (MEX) |
| 3 juni 1978 «onderlinge duels» 16:45 (UTC−3) | Rensenbrink 40' (pen.), 62', 78' (pen.) | verslag (FIFA) verslag |      | Estadio Ciudad de Mendoza, Mendoza Toeschouwers: 33.431 Scheidsrechter: Alfonso Archundia (MEX) |

|                                              |                        |                        |                |                                                                                    |
| 7 juni 1978 «onderlinge duels» 16:45 (UTC−3) | Schotland              | 1 – 1                  | Iran           | Estadio Córdoba, Córdoba Toeschouwers: 7.938 Scheidsrechter: Youssou N'Diaye (SEN) |
| 7 juni 1978 «onderlinge duels» 16:45 (UTC−3) | Eskandarian 43' (e.d.) | verslag (FIFA) verslag | 60' Danaeifard | Estadio Córdoba, Córdoba Toeschouwers: 7.938 Scheidsrechter: Youssou N'Diaye (SEN) |

|                                              |                        |       |      |                                                                                            |
| 7 juni 1978 «onderlinge duels» 16:45 (UTC−3) | Nederland              | 0 – 0 | Peru | Estadio Ciudad de Mendoza, Mendoza Toeschouwers: 28.125 Scheidsrechter: Adolf Prokop (DDR) |
| 7 juni 1978 «onderlinge duels» 16:45 (UTC−3) | verslag (FIFA) verslag |       |      | Estadio Ciudad de Mendoza, Mendoza Toeschouwers: 28.125 Scheidsrechter: Adolf Prokop (DDR) |

|                                               |                                                   |                        |             |                                                                                   |
| 11 juni 1978 «onderlinge duels» 16:45 (UTC−3) | Peru                                              | 4 – 1                  | Iran        | Estadio Córdoba, Córdoba Toeschouwers: 21.262 Scheidsrechter: Alojzy Jarguz (POL) |
| 11 juni 1978 «onderlinge duels» 16:45 (UTC−3) | Velásquez 2' Cubillas 36' (pen.), 39' (pen.), 79' | verslag (FIFA) verslag | 41' Rowshan | Estadio Córdoba, Córdoba Toeschouwers: 21.262 Scheidsrechter: Alojzy Jarguz (POL) |

|                                               |                                      |                        |                                |                                                                                              |
| 11 juni 1978 «onderlinge duels» 16:45 (UTC−3) | Schotland                            | 3 – 2                  | Nederland                      | Estadio Ciudad de Mendoza, Mendoza Toeschouwers: 35.130 Scheidsrechter: Erich Linemayr (AUT) |
| 11 juni 1978 «onderlinge duels» 16:45 (UTC−3) | Dalglish 44' Gemmill 46' (pen.), 68' | verslag (FIFA) verslag | 34' (pen.) Rensenbrink 71' Rep | Estadio Ciudad de Mendoza, Mendoza Toeschouwers: 35.130 Scheidsrechter: Erich Linemayr (AUT) |

## Tweede ronde

### Groep 1
Vooral op aandringen van assistent Jan Zwartkruis ververste supervisor Ernst Happel het Nederlands elftal op verschillende plaatsen: de opmerkelijkste ingreep was de vervanging van doelman Jan Jongbloed door Piet Schrijvers. Andere nieuwe spelers waren Jan Poortvliet, Ernie Brandts, Piet Wildschut, Adrie van Kraaij en Dick Schoenaker, die onder meer Wim Suurbier en Wim Rijsbergen vervingen. Nederland was weer zichzelf en speelde Oostenrijk van de mat: 5-1. Een van de nieuwe spelers Ernie Brandts scoorde het eerste doelpunt, Rensenbrink scoorde uit een strafschop, waarbij doelman Koncilia een merkwaardige voorbereiding had (hij draaide zich om en ging pas tegenover Rensenbrink staan, toen hij bijna schoot) en voorts waren er nog drie perfect uitgespeelde aanvallen met twee goals van Johnny Rep en een van Willy van de Kerkhof. Het eerste doelpunt van Rep, de 3-0 goal, na een voorzet vanaf links door Rensenbrink die door twee Oostenrijkers niet kon worden onderschept, was een fraai doelpunt, waarbij Rep de bal met een zijdelingse lob het doel inwerkte.
West-Duitsland speelde met 0-0 gelijk tegen Italië vooral dankzij uitstekende reddingen van Sepp Maier. Maier had nu het record "de nul houden" in handen. De reprise van de WK-finale tussen Nederland en West-Duitsland was weer een enerverende wedstrijd in een zeer hoog tempo van beide kanten. West-Duitsland scoorde al na drie minuten via Abramczik, waarna Nederland antwoordde met een geweldig afstandsschot van Arie Haan. Nederland was de beter spelende ploeg, maar dreigde opnieuw van de aartsvijand te verliezen door een goal van Dieter Müller. Nederland had pech met schoten op de paal van Ruud Krol en Johnny Rep; uiteindelijk scoorde René van de Kerkhof de gelijkmaker. In de slotfase werd Dick Nanninga om onduidelijke redenen uit het veld gestuurd.
West-Duitsland moest nu met vijf goals verschil van Oostenrijk winnen en hopen dat Nederland en Italië gelijk zouden spelen tegen elkaar. De wereldkampioen verloor verrassend met 2-3 van Oostenrijk door twee fraaie treffers van Hans Krankl. Het was de eerste overwinning van Oostenrijk op West-Duitsland sinds 1931 en de wedstrijd ging in Oostenrijk de geschiedenisboeken in als "het wonder van Córdoba".
Nederland en Italië mochten in Buenos Aires uitmaken wie de finale mocht spelen, Italië moest winnen. Italië was in de eerste helft veel sterker dan Nederland en de ploeg scoorde via een eigen doelpunt van Ernie Brandts. Tot overmaat van ramp blesseerde hij daarbij ook keeper Piet Schrijvers, die de wedstrijd moest verlaten. Nederland kreeg in de tweede helft weer grip op de wedstrijd en uitgerekend Ernie Brandts scoorde de gelijkmaker. Opnieuw een geweldig afstandsschot van Arie Haan zorgde ervoor dat Nederland zich alsnog plaatste voor de finale.
| Land           | Wed | Win | Gel | Ver | DV | DT | +/− | Pnt |
| -------------- | --- | --- | --- | --- | -- | -- | --- | --- |
| Nederland      | 3   | 2   | 1   | 0   | 9  | 4  | +5  | 5   |
| Italië         | 3   | 1   | 1   | 1   | 2  | 2  | 0   | 3   |
| West-Duitsland | 3   | 0   | 2   | 1   | 4  | 5  | –1  | 2   |
| Oostenrijk     | 3   | 1   | 0   | 2   | 4  | 8  | –4  | 2   |

|                                               |               |                        |                                                                      |                                                                                 |
| 14 juni 1978 «onderlinge duels» 13:45 (UTC−3) | Oostenrijk    | 1 – 5                  | Nederland                                                            | Estadio Córdoba, Córdoba Toeschouwers: 25.050 Scheidsrechter: John Gordon (SCO) |
| 14 juni 1978 «onderlinge duels» 13:45 (UTC−3) | Obermayer 80' | verslag (FIFA) verslag | 6' Brandts 35' (pen.) Rensenbrink 36', 53' Rep 82' W. van de Kerkhof | Estadio Córdoba, Córdoba Toeschouwers: 25.050 Scheidsrechter: John Gordon (SCO) |

|                                               |                        |       |                |                                                                                              |
| 14 juni 1978 «onderlinge duels» 13:45 (UTC−3) | Italië                 | 0 – 0 | West-Duitsland | Estadio Monumental, Buenos Aires Toeschouwers: 67.547 Scheidsrechter: Dušan Maksimović (YUG) |
| 14 juni 1978 «onderlinge duels» 13:45 (UTC−3) | verslag (FIFA) verslag |       |                | Estadio Monumental, Buenos Aires Toeschouwers: 67.547 Scheidsrechter: Dušan Maksimović (YUG) |

|                                               |                                |                        |                            |                                                                                   |
| 18 juni 1978 «onderlinge duels» 16:45 (UTC−3) | Nederland                      | 2 – 2                  | West-Duitsland             | Estadio Córdoba, Córdoba Toeschouwers: 40.750 Scheidsrechter: Ramón Barreto (URU) |
| 18 juni 1978 «onderlinge duels» 16:45 (UTC−3) | Haan 27' R. van de Kerkhof 82' | verslag (FIFA) verslag | 3' Abramczik 70' D. Müller | Estadio Córdoba, Córdoba Toeschouwers: 40.750 Scheidsrechter: Ramón Barreto (URU) |

|                                               |           |                        |            |                                                                                          |
| 18 juni 1978 «onderlinge duels» 16:45 (UTC−3) | Italië    | 1 – 0                  | Oostenrijk | Estadio Monumental, Buenos Aires Toeschouwers: 66.695 Scheidsrechter: Francis Rion (BEL) |
| 18 juni 1978 «onderlinge duels» 16:45 (UTC−3) | Rossi 13' | verslag (FIFA) verslag |            | Estadio Monumental, Buenos Aires Toeschouwers: 66.695 Scheidsrechter: Francis Rion (BEL) |

|                                               |                                  |                        |                               |                                                                                   |
| 21 juni 1978 «onderlinge duels» 13:45 (UTC−3) | Oostenrijk                       | 3 – 2                  | West-Duitsland                | Estadio Córdoba, Córdoba Toeschouwers: 38.318 Scheidsrechter: Abraham Klein (ISR) |
| 21 juni 1978 «onderlinge duels» 13:45 (UTC−3) | Vogts 59' (e.d.) Krankl 66', 87' | verslag (FIFA) verslag | 19' Rummenigge 72' Hölzenbein | Estadio Córdoba, Córdoba Toeschouwers: 38.318 Scheidsrechter: Abraham Klein (ISR) |

|                                               |                    |                        |                      |                                                                                            |
| 21 juni 1978 «onderlinge duels» 13:45 (UTC−3) | Italië             | 1 – 2                  | Nederland            | Estadio Monumental, Buenos Aires Toeschouwers: 67.433 Scheidsrechter: Ángel Martínez (ESP) |
| 21 juni 1978 «onderlinge duels» 13:45 (UTC−3) | Brandts 19' (e.d.) | verslag (FIFA) verslag | 49' Brandts 76' Haan | Estadio Monumental, Buenos Aires Toeschouwers: 67.433 Scheidsrechter: Ángel Martínez (ESP) |

### Groep 2
Argentinië begon de tweede ronde met een 2-0 overwinning op Polen. Polen was gelijkwaardig aan Argentinië, maar de thuisploeg had twee doorslaggevende factoren: het fanatieke publiek in Mendoza en Mario Kempes, die twee doelpunten scoorde. Dezelfde Kempes veroorzaakte bij een 1-0 stand een strafschop door de bal met zijn hand uit het strafschopgebied te boksen, waarvoor hij niet eens geel kreeg. De bal werd echter veel te zacht ingeschoten door de Poolse aanvoerder Deyna en de uitblinkende Fillol kon makkelijk redden. De tweede wedstrijd was tegen Brazilië, een wedstrijd die al beslissend kon zijn, omdat Brazilië de eerste wedstrijd had gewonnen, 3-0 tegen Peru. Na 15 seconden werd de eerste overtreding begaan en dat ging de hele wedstrijd door, aan voetballen kwamen beide ploegen niet toe. De Hongaarse scheidsrechter Palotai vond het niet nodig rode kaarten uit te delen en de wedstrijd eindigde in een doelpuntloos gelijk spel.
Oorspronkelijk was de wedstrijd van Argentinië tegen Peru twee-en half uur later gepland dan Brazilië-Polen en de FIFA besloot dat niet terug te draaien, een groot voordeel voor het thuisland. Brazilië, dat vrijwel het gehele toernooi speelde zonder zijn artiesten Zico en Rivelino en vertrouwde op minder creatieve spelers als Dirceu en Roberto Dinamite, moest met zoveel mogelijk goals winnen van het sterke Polen. In de tweede helft brak het verzet van de Polen, ze verloren met 3-1, waarbij Brazilië ook nog drie keer op de paal schoot. Argentinië moest nu met vier goals verschil winnen van het al uitgeschakelde Peru. Na een goed begin van Peru (schot op de paal), liet het elftal zich gewillig naar de slachtbank leiden. Argentinië won met 6-0 en er waren sterke aanwijzingen dat de wedstrijd was omgekocht. Vooral de Peruaanse doelman Quiroga werd als zondebok aangewezen, omdat hij in Argentinië was geboren.
| Land       | Wed | Win | Gel | Ver | DV | DT | +/− | Pnt |
| ---------- | --- | --- | --- | --- | -- | -- | --- | --- |
| Argentinië | 3   | 2   | 1   | 0   | 8  | 0  | +8  | 5   |
| Brazilië   | 3   | 2   | 1   | 0   | 6  | 1  | +5  | 5   |
| Polen      | 3   | 1   | 0   | 2   | 2  | 5  | –3  | 2   |
| Peru       | 3   | 0   | 0   | 3   | 0  | 10 | –10 | 0   |

|                                               |      |                        |                                 |                                                                                              |
| 14 juni 1978 «onderlinge duels» 16:45 (UTC−4) | Peru | 0 – 3                  | Brazilië                        | Estadio Ciudad de Mendoza, Mendoza Toeschouwers: 31.278 Scheidsrechter: Nicolae Rainea (ROU) |
| 14 juni 1978 «onderlinge duels» 16:45 (UTC−4) |      | verslag (FIFA) verslag | 15', 27' Dirceu 72' (pen.) Zico | Estadio Ciudad de Mendoza, Mendoza Toeschouwers: 31.278 Scheidsrechter: Nicolae Rainea (ROU) |

|                                               |                 |                        |       |                                                                                              |
| 14 juni 1978 «onderlinge duels» 19:45 (UTC−4) | Argentinië      | 2 – 0                  | Polen | Estadio Gigante de Arroyito, Rosario Toeschouwers: 37.091 Scheidsrechter: Ulf Eriksson (SWE) |
| 14 juni 1978 «onderlinge duels» 19:45 (UTC−4) | Kempes 16', 72' | verslag (FIFA) verslag |       | Estadio Gigante de Arroyito, Rosario Toeschouwers: 37.091 Scheidsrechter: Ulf Eriksson (SWE) |

|                                               |      |                        |              |                                                                                             |
| 18 juni 1978 «onderlinge duels» 13:45 (UTC−4) | Peru | 0 – 1                  | Polen        | Estadio Ciudad de Mendoza, Mendoza Toeschouwers: 35.288 Scheidsrechter: Pat Partridge (ENG) |
| 18 juni 1978 «onderlinge duels» 13:45 (UTC−4) |      | verslag (FIFA) verslag | 64' Szarmach | Estadio Ciudad de Mendoza, Mendoza Toeschouwers: 35.288 Scheidsrechter: Pat Partridge (ENG) |

|                                               |                        |       |          |                                                                                                |
| 18 juni 1978 «onderlinge duels» 19:15 (UTC−4) | Argentinië             | 0 – 0 | Brazilië | Estadio Gigante de Arroyito, Rosario Toeschouwers: 37.326 Scheidsrechter: Károly Palotai (HUN) |
| 18 juni 1978 «onderlinge duels» 19:15 (UTC−4) | verslag (FIFA) verslag |       |          | Estadio Gigante de Arroyito, Rosario Toeschouwers: 37.326 Scheidsrechter: Károly Palotai (HUN) |

|                                               |          |                        |                                       |                                                                                            |
| 21 juni 1978 «onderlinge duels» 16:45 (UTC−4) | Polen    | 1 – 3                  | Brazilië                              | Estadio Ciudad de Mendoza, Mendoza Toeschouwers: 39.586 Scheidsrechter: Juan Cavanna (CHI) |
| 21 juni 1978 «onderlinge duels» 16:45 (UTC−4) | Lato 45' | verslag (FIFA) verslag | 13' Nelinho 58', 63' Roberto Dinamite | Estadio Ciudad de Mendoza, Mendoza Toeschouwers: 39.586 Scheidsrechter: Juan Cavanna (CHI) |

|                                               |                                                           |                        |      |                                                                                              |
| 21 juni 1978 «onderlinge duels» 19:15 (UTC−4) | Argentinië                                                | 6 – 0                  | Peru | Estadio Gigante de Arroyito, Rosario Toeschouwers: 37.315 Scheidsrechter: Robert Wurtz (FRA) |
| 21 juni 1978 «onderlinge duels» 19:15 (UTC−4) | Kempes 21', 49' Tarantini 43' Luque 50', 72' Houseman 67' | verslag (FIFA) verslag |      | Estadio Gigante de Arroyito, Rosario Toeschouwers: 37.315 Scheidsrechter: Robert Wurtz (FRA) |

## Knock-outfase

### Troostfinale
|                                               |                        |                        |            |                                                                                           |
| 24 juni 1978 «onderlinge duels» 15:00 (UTC−4) | Brazilië               | 2 – 1                  | Italië     | Estadio Monumental, Buenos Aires Toeschouwers: 69.659 Scheidsrechter: Abraham Klein (ISR) |
| 24 juni 1978 «onderlinge duels» 15:00 (UTC−4) | Nelinho 64' Dirceu 71' | verslag (FIFA) verslag | 38' Causio | Estadio Monumental, Buenos Aires Toeschouwers: 69.659 Scheidsrechter: Abraham Klein (ISR) |

### Finale
|                                               |              |                        |                               |                                                                                            |
| 25 juni 1978 «onderlinge duels» 15:00 (UTC−4) | Nederland    | 1 – 3 (n.v.)           | Argentinië                    | Estadio Monumental, Buenos Aires Toeschouwers: 71.483 Scheidsrechter: Sergio Gonella (ITA) |
| 25 juni 1978 «onderlinge duels» 15:00 (UTC−4) | Nanninga 82' | verslag (FIFA) verslag | 37', 104' Kempes 115' Bertoni | Estadio Monumental, Buenos Aires Toeschouwers: 71.483 Scheidsrechter: Sergio Gonella (ITA) |

| 1978 Wereldkampioen     |
| ----------------------- |
|                         |
| ARGENTINIË Eerste titel |

## Toernooiranglijst
| Plaats                            | Land           | Groep | GW | Win | Gel | Ver | DV | DT | +/− | Pnt |
| --------------------------------- | -------------- | ----- | -- | --- | --- | --- | -- | -- | --- | --- |
| 1                                 | Argentinië     | A/2   | 7  | 5   | 1   | 1   | 15 | 4  | +11 | 11  |
| 2                                 | Nederland      | D/1   | 7  | 3   | 2   | 2   | 15 | 10 | +5  | 8   |
| 3                                 | Brazilië       | C/2   | 7  | 4   | 3   | 0   | 10 | 3  | +7  | 11  |
| 4                                 | Italië         | A/1   | 7  | 4   | 1   | 2   | 9  | 6  | +3  | 9   |
| Uitgeschakeld in de 2e groepsfase |                |       |    |     |     |     |    |    |     |     |
| 5                                 | Polen          | B/2   | 6  | 3   | 1   | 2   | 6  | 6  | 0   | 7   |
| 6                                 | West-Duitsland | B/1   | 6  | 1   | 4   | 1   | 10 | 5  | +5  | 6   |
| 7                                 | Oostenrijk     | C/1   | 6  | 3   | 0   | 3   | 7  | 10 | −3  | 6   |
| 8                                 | Peru           | D/2   | 6  | 2   | 1   | 3   | 7  | 12 | −5  | 5   |
| Uitgeschakeld in de 1e groepsfase |                |       |    |     |     |     |    |    |     |     |
| 9                                 | Tunesië        | B     | 3  | 1   | 1   | 1   | 3  | 2  | +1  | 3   |
| 10                                | Spanje         | C     | 3  | 1   | 1   | 1   | 2  | 2  | 0   | 3   |
| 11                                | Schotland      | D     | 3  | 1   | 1   | 1   | 5  | 6  | −1  | 3   |
| 12                                | Frankrijk      | A     | 3  | 1   | 0   | 2   | 5  | 5  | 0   | 2   |
| 13                                | Zweden         | C     | 3  | 0   | 1   | 2   | 1  | 3  | −2  | 1   |
| 14                                | Iran           | D     | 3  | 0   | 1   | 2   | 2  | 8  | −6  | 1   |
| 15                                | Hongarije      | A     | 3  | 0   | 0   | 3   | 3  | 8  | −5  | 0   |
| 16                                | Mexico         | B     | 3  | 0   | 0   | 3   | 2  | 12 | −10 | 0   |

## Statistieken

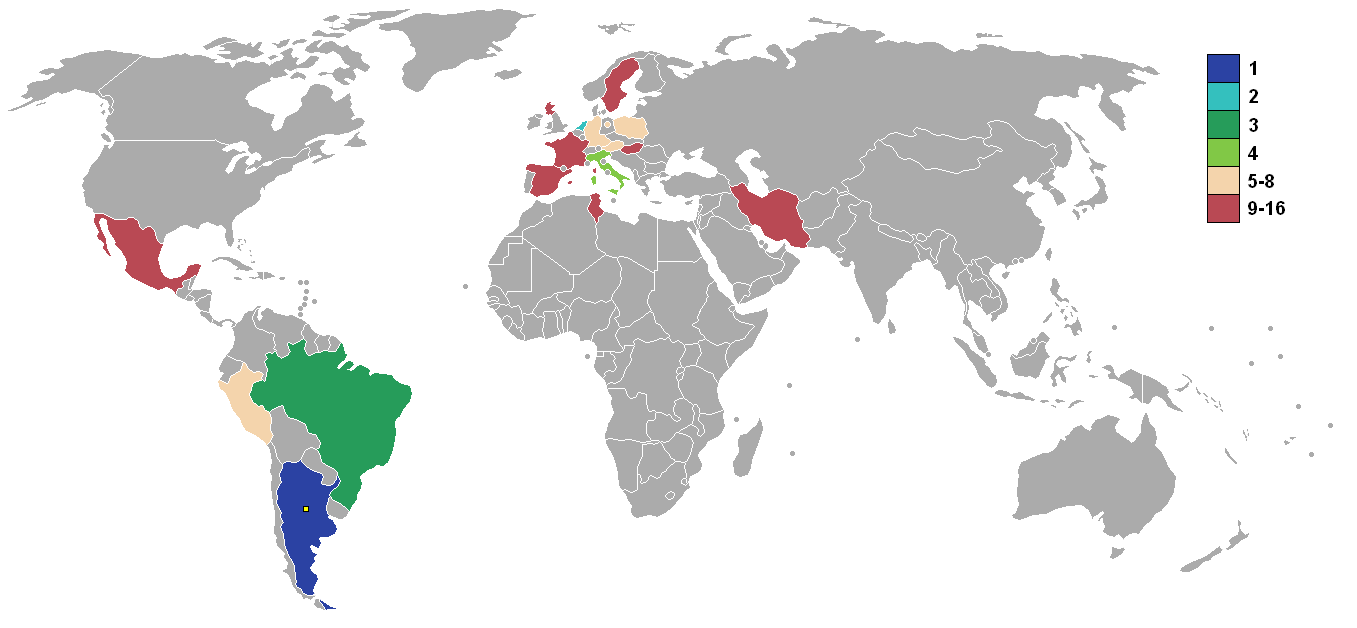
Deelnemende landen

| Aantal wedstrijden               | 38        |
| Totaal aantal doelpunten         | 102       |
| Eigen doelpunten                 | 3         |
| Aantal rode kaarten              | 3         |
| Aantal gele kaarten              | 58        |
| Doelpuntgemiddelde per wedstrijd | 2,68      |
| Toeschouwerstotaal               | 1.610.215 |
| Toeschouwersgemiddelde           | 42.374    |

## Doelpuntenmakers
6 doelpunten
- Mario Kempes

5 doelpunten
- Rob Rensenbrink
- Teófilo Cubillas

4 doelpunten
- Leopoldo Luque
- Hans Krankl

3 doelpunten
- Dirceu
- Roberto Dinamite
- Paolo Rossi
- Johnny Rep
- Karl-Heinz Rummenigge

2 doelpunten
- Daniel Bertoni
- Nelinho
- Roberto Bettega
- Ernie Brandts
- Arie Haan
- Zbigniew Boniek
- Grzegorz Lato
- Archie Gemmill
- Heinz Flohe
- Dieter Müller

1 doelpunt
- René Houseman
- Daniel Passarella
- Alberto Tarantini
- Erich Obermayer
- Walter Schachner
- Reinaldo
- Zico
- Marc Berdoll
- Bernard Lacombe
- Christian Lopez
- Michel Platini
- Dominique Rocheteau
- Károly Csapó
- András Tóth
- Sándor Zombori
- Iraj Danaeifard
- Hassan Rowshan
- Romeo Benetti
- Franco Causio
- Renato Zaccarelli
- Víctor Rangel
- Arturo Vázquez Ayala
- Dick Nanninga
- René van de Kerkhof
- Willy van de Kerkhof
- César Cueto
- José Velásquez
- Kazimierz Deyna
- Andrzej Szarmach
- Kenny Dalglish
- Joe Jordan
- Juan Manuel Asensi
- Dani
- Thomas Sjöberg
- Mokhtar Dhouieb
- Néjib Ghommidh
- Ali Kaabi
- Rüdiger Abramczik
- Bernd Hölzenbein
- Hansi Müller

Eigen doelpunten
- Andranik Eskandarian (Tegen Schotland)
- Ernie Brandts (Tegen Italië)
- Berti Vogts (Tegen Oostenrijk)

## Omkoping
In februari 2012 meldden verschillende Zuid-Amerikaanse media, waaronder El Tribuno en de Buenos Aires Herald, dat de FIFA onderzoek zou gaan doen naar uitlatingen van enkele Peruaanse functionarissen, onder wie oud-senator Genaro Ledesma. Ledesma verklaarde in een rechtszaak onder ede dat de Argentijnse dictator Jorge Videla in 1978 een deal had gesloten met de toenmalige Peruaanse president Francisco Bermudez. Peru zou Argentinië laten winnen met een marge die groot genoeg was voor Argentinië om door te gaan naar de finale. In ruil daarvoor zou Argentinië Peruaanse dissidenten opsluiten als onderdeel van Operatie Condor, de blokkade van een banktegoed van Peru opheffen en zou Argentinië een lading van 16.000 ton graan aan Peru leveren. Na de 6-0 overwinning van Argentinië op Peru ging het gastland door naar de finale ten koste van Brazilië.

## WK 1978 in beeld

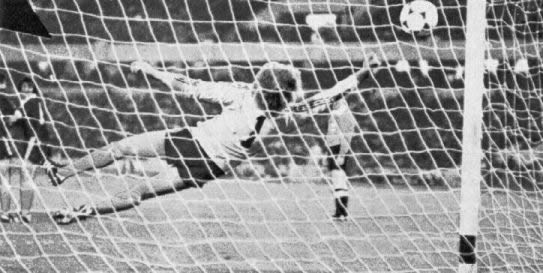
Peru-Schotland
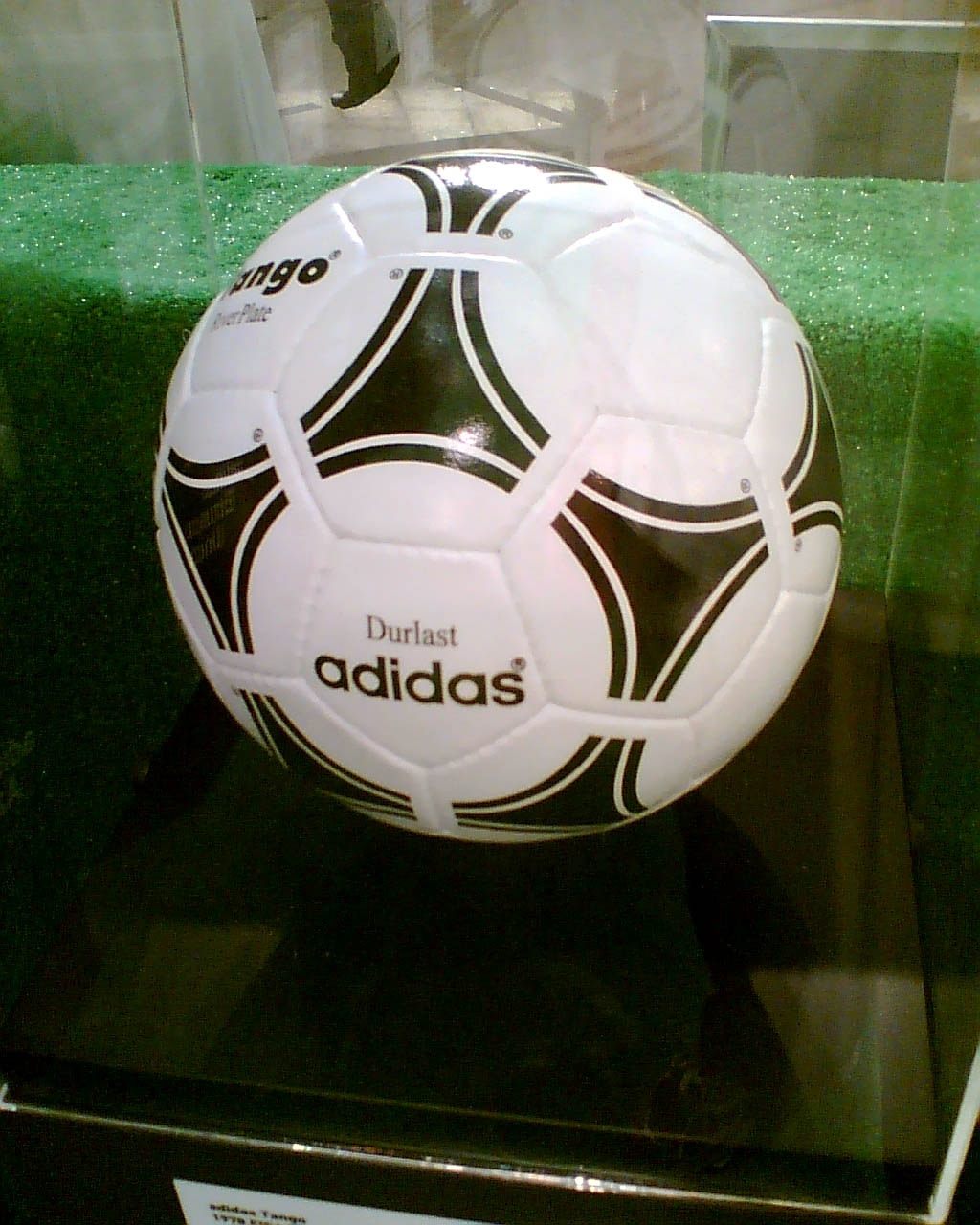
De bal
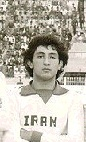
Behtash Fariiba

Estadio Monumental (Buenos Aires) · Estadio José Amalfitani (Buenos Aires) · Estadio Córdoba (Córdoba) · Estadio Mar del Plata (Mar del Plata) · Estadio Gigante de Arroyito (Rosario) · Estadio Mendoza (Mendoza)